# Seeds of Destiny
Seeds of Destiny ist ein US-amerikanischer Dokumentar-Kurzfilm von David Miller aus dem Jahr 1946. Der im Auftrag des Kriegsministeriums gedrehte Propagandafilm erhielt 1947 den Oscar in der Kategorie „Bester Dokumentar-Kurzfilm“.

## Handlung
Der Film beginnt mit einem Bibelzitat aus (Mt 7,18 ): „Ein guter Baum trägt keine schlechten Früchte und ein schlechter Baum keine guten.“ Anschließend werden verkrüppelte, misshandelte und vernachlässigte Kinder gezeigt, Kinder die in Armut leben oder betteln. Der Sprecher erklärt, aus ebenjenen Kindern könnten sowohl kleine Einsteins oder Marie Curies werden, aber auch kleine Hitler, Mussolini oder Tōjō. 
Der Film geht anschließend auf die Verbrechen des Dritten Reichs ein. Gezeigt wird Lidice, beziehungsweise was davon übrig blieb. Es wird von Massakern berichtet und davon, wie die Einwohner in Konzentrationslager geschickt und deren Kinder für 50 Reichsmark an deutsche Familien verkauft wurden. Anschließend werden SS-Männer sowie die Führungskräfte des Dritten Reichs gezeigt, die angeklagt wurden. Es folgt ein Auszug aus einer Hitler zugeschriebenen Rede, die den Nerobefehl beinhaltet: „We shall leave an inheritance of ruins, stoneheaps, rats, epidemics, hunger and death and thereby Western civilization shall decline“ (dt. „Wir müssen ihnen als Erben Ruinen, Steinhaufen, Ratten, Epidemien, Hunger und Tod hinterlassen, dadurch wird die westliche Zivilisation untergehen“). Der Sprecher imitiert dabei Hitlers Sprachstil. Anschließend wird Bildmaterial zu den Nomen des Satzes eingeblendet, unter anderem Leichenberge und die Ruinen von Städten. Sodann folgt ein Zitat von Gerd von Rundstedt: „We Germans must number twice the population of our neighbors. Therefore we shall be compelled to destroy one third of the population of all adjacent territories. We can best achieve this through systematic malnutrition – in the end far superior to machine guns… Starvation works more effectively especially among the young…“ (dt. „Wir Deutschen müssen eine doppelt so hohe Bevölkerung haben wie unsere Nachbarn. Folglich müssen wir ein Drittel der angrenzenden Gebiete zerstören. Das funktioniert am besten durch systematische Mangelernährung – wesentlich besser als durch Maschinengewehre. Aushungern ist effektiver, besonders bei der Jugend.“) Es werden Videoaufnahmen von unterernährten Säuglingen gezeigt.
Um dieses und einen Dritten Weltkrieg zu verhindern, sollen die Amerikaner bei sich anfangen. Es werden Bilder aus den Vereinigten Staaten gezeigt, Geschäfte, die alles im Überfluss haben, ein reiches, sattes Land; es wird aber auch darauf hingewiesen, dass es nicht allen gut geht, eine solche Atmosphäre aber einen neuen Krieg verhindern würde. Anschließend wird die Rolle der Vereinten Nationen und ihrer United Nations Relief and Rehabilitation Administration beschrieben. Es werden Hilfslieferungen gezeigt und beschrieben wie der Wiederaufbau von verschiedenen Nationen geleistet wird. Es sei ein langer und beschwerlicher Weg, aber die Unrra könne durch ihre Hilfe beim Wiederaufbau den Frieden sichern, den die Welt nach zwei Weltkriegen brauche.

## Hintergrund
Seeds of Destiny ist ein Propagandafilm, der im Auftrag des U.S. War Department entstanden ist und Werbung für das UN-Hilfsprogramm UNRRA machte. Dabei setzte der Film auf schockierende Originalbilder und legte den Fokus auf Kinder und ihr Überleben in den Ruinen Europas. Der Film wurde zum Spendensammeln verwendet. Etwa 200 Millionen US-Dollar konnten damit gesammelt werden.